# Bohuslav Novotný
Bohuslav Novotný (Poděbrady-Polabec, 1921. október 3. – Pozsony, 1996. október 31.) cseh régészprofesszor.

## Élete
Legionárius családból származott. Poděbradyban járta az általános iskolát, majd a nymburki reálgimnáziumba került. 1939-ben érettségizett majd Prágába nyert felvételt, az egyetemeket azonban ekkor bezáratták. Kolínban a Kereskedelmi Akadémiára került, ahol 1941-ben másodjára is leérettségizett. Hivatali munkája és háborús részvétele után a Károly Egyetemen klasszika archeológiát hallgatott. 1945-től 1952-ig a prágai fővárosi múzeum munkatársa lett, ahol 1947-ben újranyitotta a régészeti kiállítást, majd Szlovákiára települt.
1952-1957 között a nyitrai Régészeti Intézet munkatársa. Sárón létrehozta az Alsó-Garam kutatóállomást és nagyobb ásatást vezetett ott 1953-1956 között.
1953-tól a Comenius Egyetemen oktatott. 1955-ben habilitált (docens) és 1965-től professzor. A Károly Egyetemen régészeti szemináriumot vezetett. 1992-ben Pozsony helyett a Nagyszombati Egyetemen kezdett el oktatni.
A Musaica főszerkesztője volt. 1959-1968 között a szlovák régészeti kutatásokhoz bibliográfiákat állított össze. Ásatásokat végzett többek között Bubenečen, Prága-Ungelten, Šárkán. Elsősorban az újkőkorszak időszakával foglalkozott.

## Művei
- 1955 Hrob velmože z počátku doby římské v Praze-Bubenči. Památky archeologické
- 1976 Šarovce. Bratislava
- 1986 Encyklopédia archeológie (főszerk.)
- 1995 Slovom a mečom